# Музей археологии и этнографии Алтая
Музей археологии и этнографии Алтая — музей организован в Алтайском государственном университете в 1985 году. Открыт для посещения организованными экскурсиями и одиночными посетителями по предварительным заявкам. В настоящее время экспозиция музея иллюстрирует исторические эпохи от среднего палеолита (100 тыс. лет назад) до монгольского времени (XIII—XIV вв.). Экспозиционный отдел имеет более 1600 единиц хранения.

## История
28 января 1986 г. министр высшего и среднего специального образования РСФСР И. Ф. Образцов подписал приказ об учреждении данного музея. Его созданию предшествовала большая экспедиционная работа преподавателей и сотрудников кафедры и лаборатории археологии, а также студентов, которые, начиная с 1974 года, обследовали большинство районов горного и степного Алтая, провели раскопки многих интересных археологических памятников собрали огромный археологический материал, составивший основу экспозиции музея. С 1978 г. после создания «Лаборатории археологии, этнографии и истории Алтая» работа по увеличению фондов музея стала носить более целенаправленный характер. 
Большую роль в становлении музея сыграла выставка археологических памятников Алтая, приуроченная к приезду японских археологов в 1984 г. Для её размещения было предоставлено помещение Музея истории образования на Алтае с находившимися в нем витринами.
Первым этапом формирования музея стало развертывание (открытие) археологической экспозиции к приезду члена ЦК КПСС Гейдара Алиевича Алиева. Для университета большое значение имел этот визит, так как Василий Иванович Неверов выступал доверенным лицом Гейдара Алиева. В 1985 г. под руководством Юрия Фёдоровича Кирюшина началась активная работа над созданием экспозиции музея.

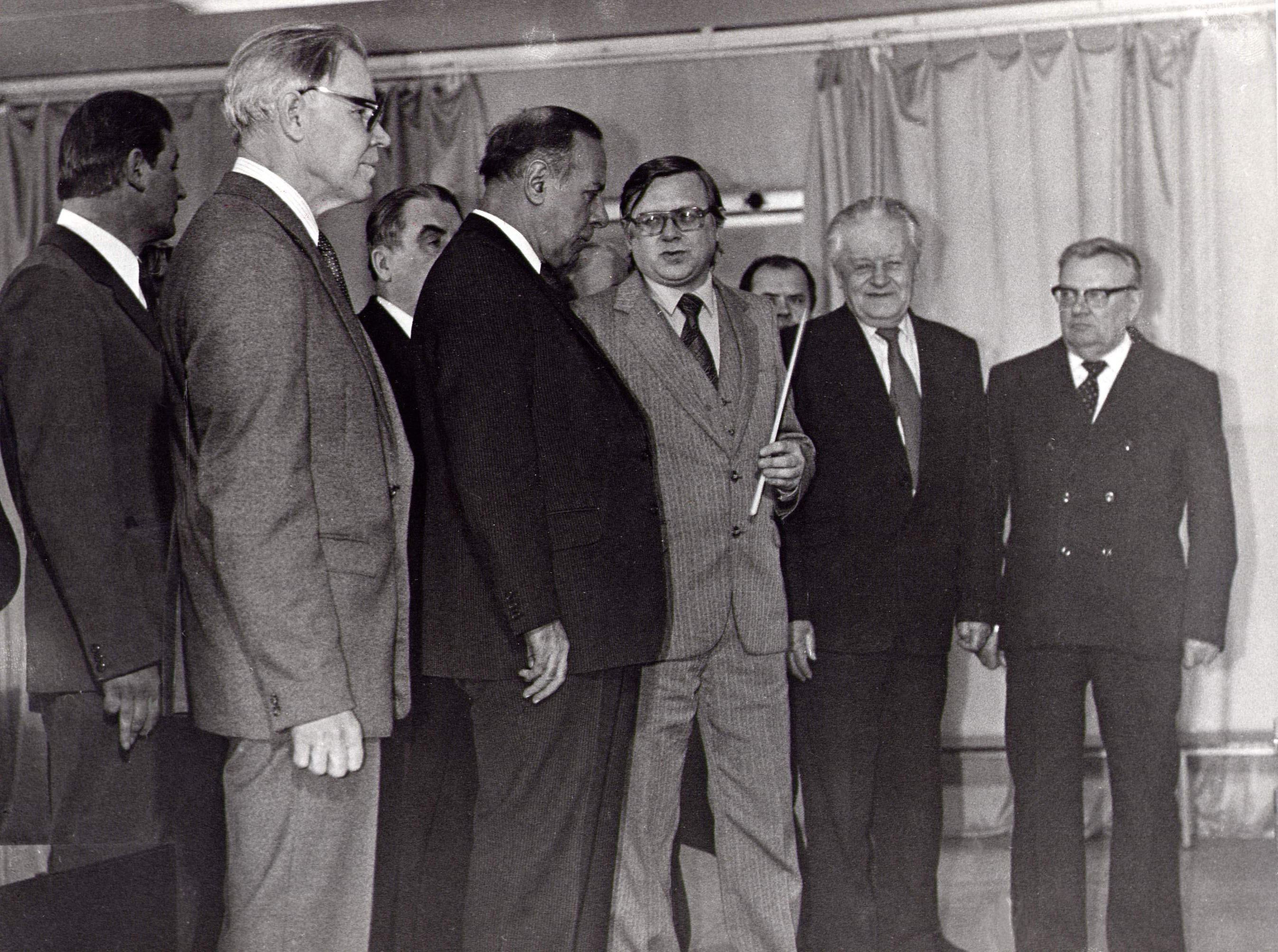
Г. А. Алиев в Музее археологии Алтая. 1985 г.

К данной работе Юрий Федорович привлек всех сотрудников лаборатории археологии, перед которыми поставил конкретную задачу — отобрать наиболее яркие, интересные находки среди массового археологического материала, который был накоплен к тому времени. Археологами был размещен уникальный материал, охвативший практически все археологические культуры.

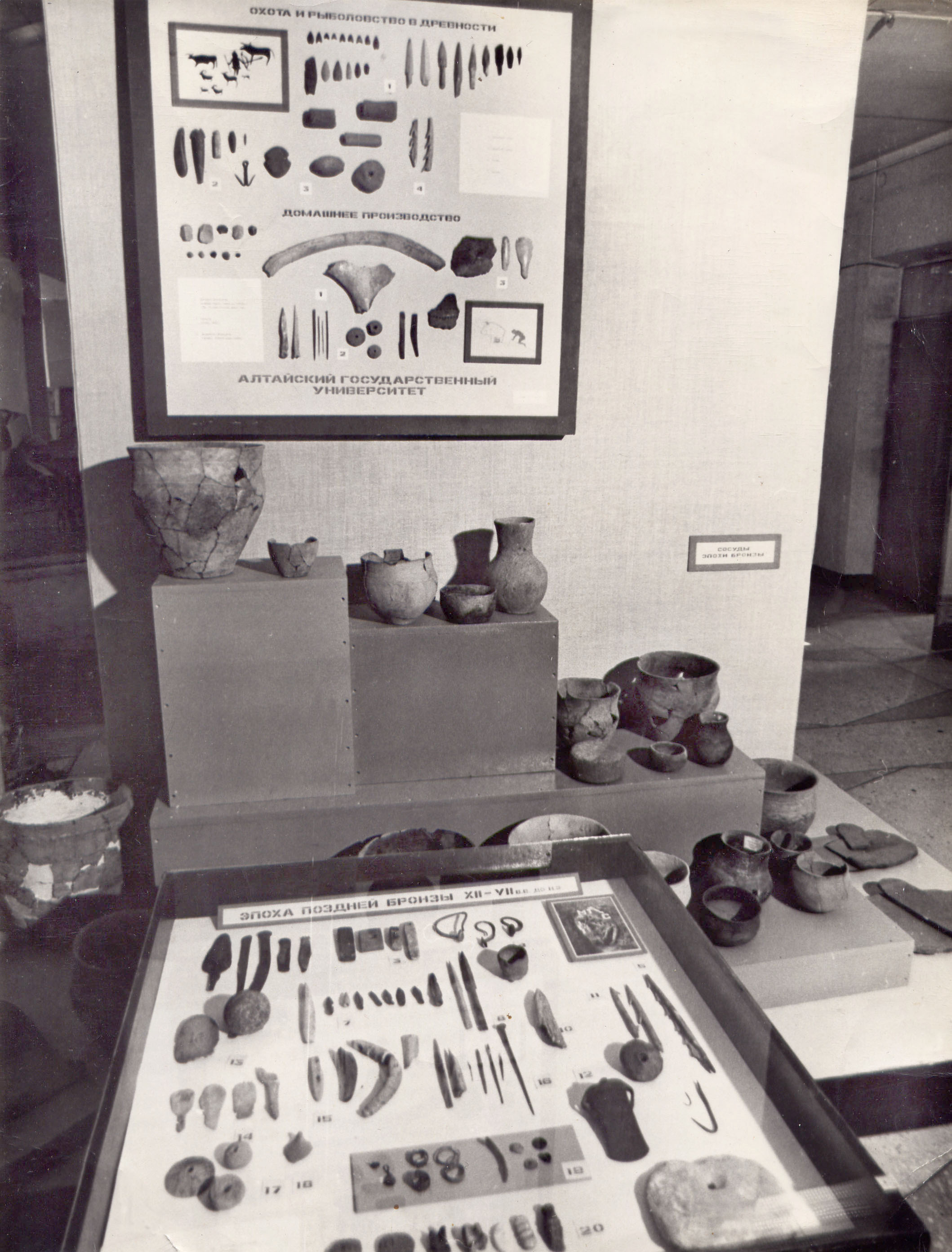
Эпоха бронзы — один из разделов экспозиции музея. Конец 1980-х г.

Первую экскурсию по музею провел Ю. Ф. Кирюшин в сопровождении ректора АГУ В. И. Неверова, заведующего кафедрой отечественной истории А. П. Бородавкина, секретаря парткома А. П. Власова секретаря крайкома А. Н. Невского. Гейдару Алиевичу, как настоящему историку, очень понравилось, что силами сотрудников лаборатории археологии собран такой уникальный археологический материал. 
 В дальнейшем сотрудники начали читать тематические лекции-экскурсии по музею. Второй этап развития музея начинается с осени 1985 г., когда Г. Л. Нехведавичюс после окончания университета выходит на работу в музей, в ходе которой приступает к некоторому усовершенствованию экспозиции. В это время Василием Ивановичем Неверовым совместно с ректоратом был подготовлен и отправлен в Министерство пакет документов с обоснованием необходимости открытия музея археологии с соответствующим штатным расписанием.
Музей официально был открыт приказом министра высшего и среднего образования РСФСР И. Ф. Образцовым (№ 74 от 28.01.1986 г.) «в целях, дальнейшего улучшения организации учебно-воспитательного процесса в Алтайском университете» и получил официальное название «Музей археологии и этнографии Алтая».

## Фонды

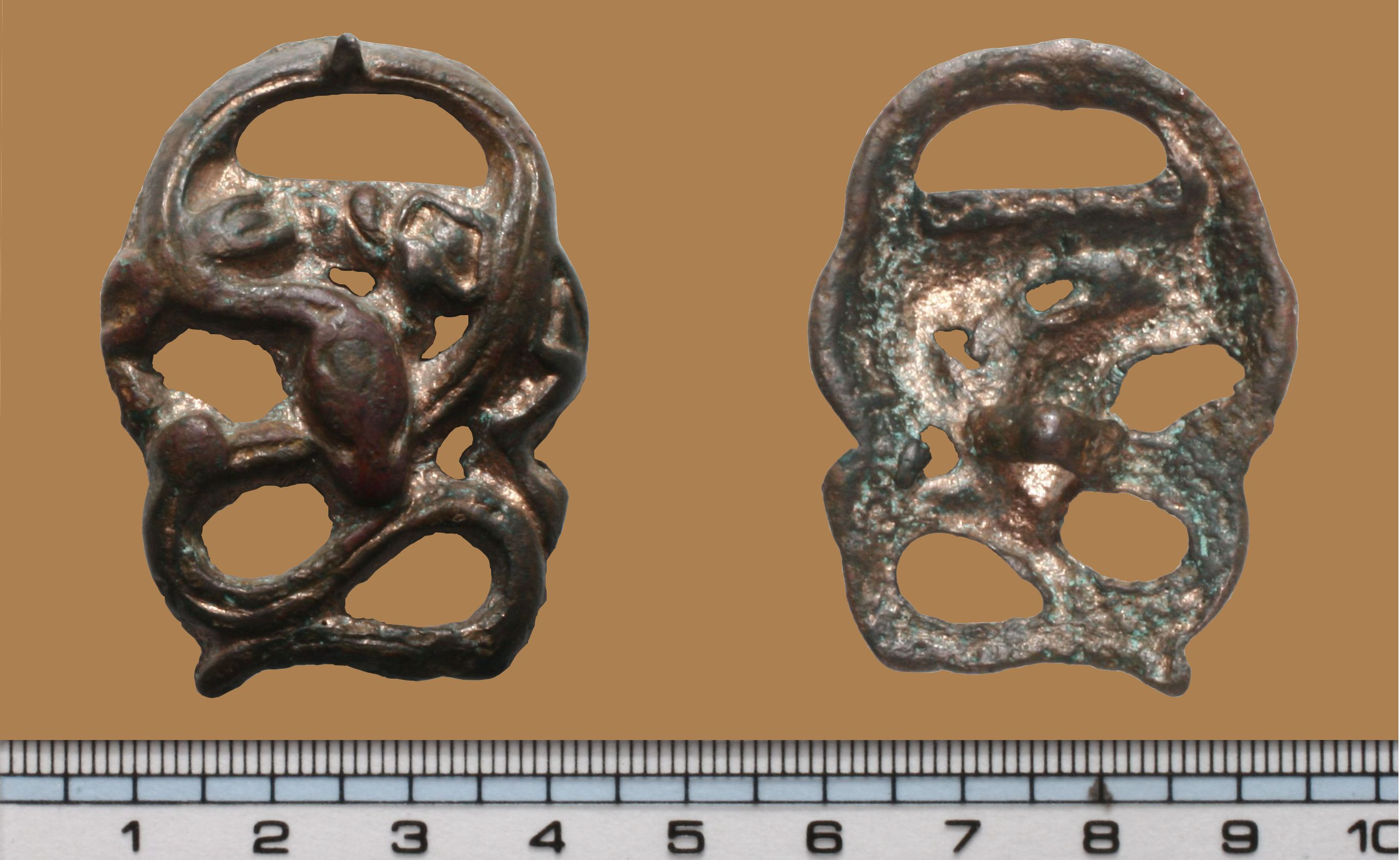
Могильник Яломан-II (II в. до н. э. — I в. до н. э.).
Центральный Алтай. Автор раскопок: А. А. Тишкин

Материалы музея, составившие его коллекции, были получены в ходе полевых исследований, которые осуществлялись с 1975 г. сотрудниками, преподавателями и студентами АлтГУ в основном на территории Алтайского края, в состав которого входила Горно-Алтайская автономная область (ныне-Республика Алтай). Фонды с каждым годом пополнялись новыми археологическими находками.

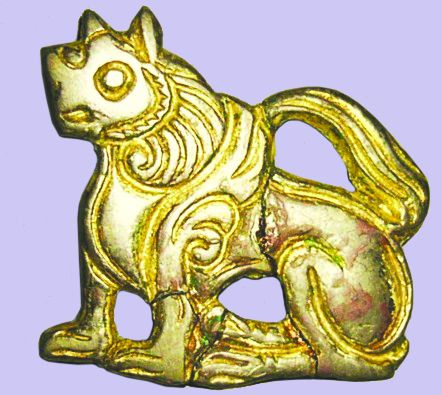
Могильник Екатериновка-3. Сросткинская археологическая культура

В настоящее время в Музее насчитывается более 100 000 зарегистрированных предметов. Многочисленные артефакты относятся к разным историческим периодам: от среднего палеолита до позднего средневековья. В небольшом объеме собраны и этнографические свидетельства. 
Фонды музея, состоящие из экспозиционного, археологического, этнографического и антропологического отделов и архива, включают всего 77506 единиц хранения (археологический, этнографический и антропологический отделы) .
Экспозиционный отдел имеет более 1600 единиц хранения.
Архив состоит из отчетов археологических экспедиций и материалов этнографических экспозиции.

## Деятельность

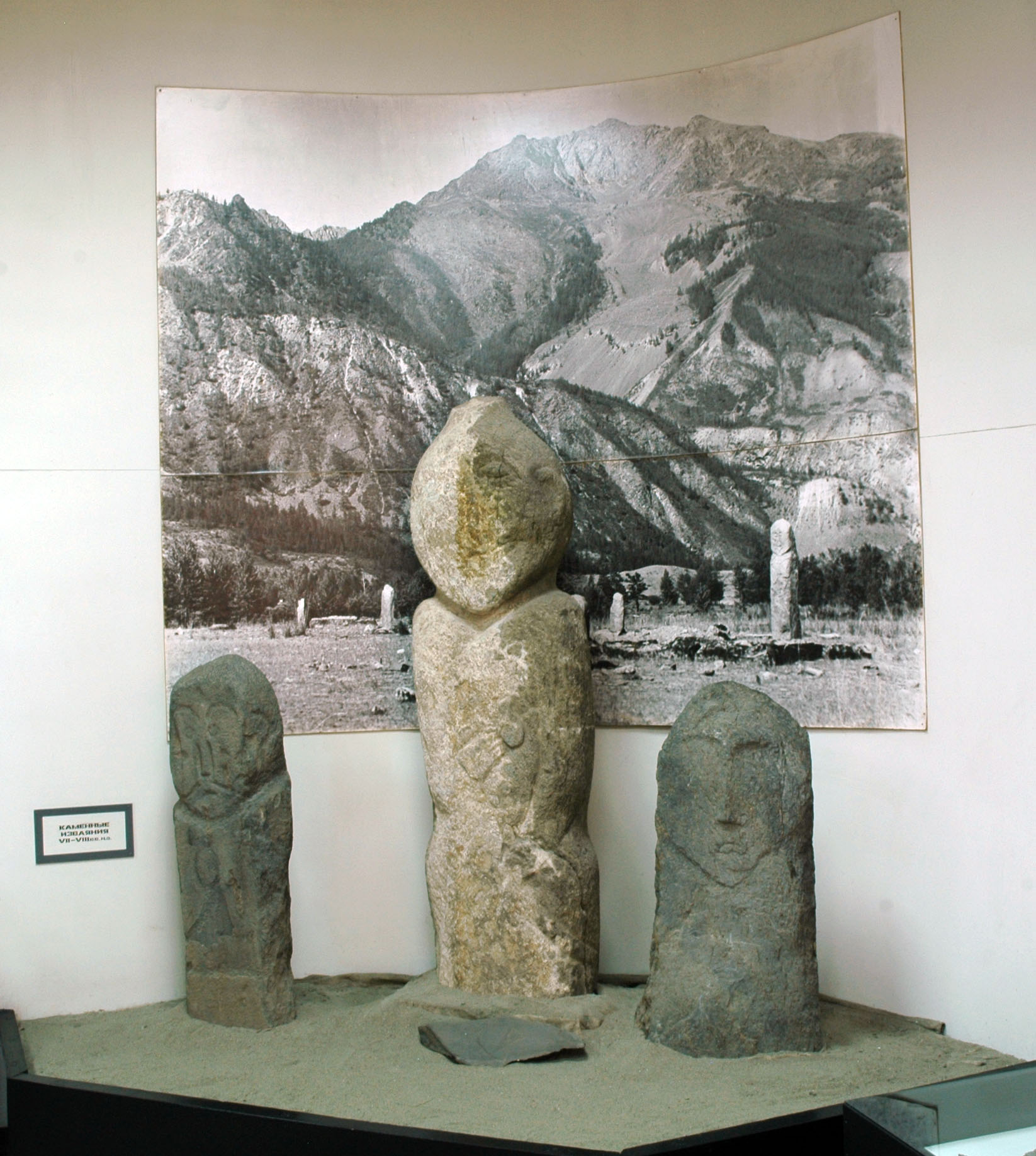
Каменные изваяния периода раннего средневековья

Музей археологии АлтГУ является базой для научной работы студентов. На основе материалов музея проводятся археологическая, этнографическая и педагогическая студенческие практики, а также практические занятия для студентов, обучающихся по специальности «Музеология».
Музей археологии и этнографии Алтая обеспечивает практическую подготовку студентов исторического факультета по различным направлениям, связанным с археологией, этнографией и музейным делом. Богатые фонды и архив музея позволяют студентам формировать источниковую базу для своих исследований, непосредственно работать с предметами музейного значения и экспозиционными материалами, осваивая методику их анализа.
Музеем археологии АлтГУ ведется активная профориентационная экскурсионная работа. Сотрудниками музея проводятся научно-образовательные лекции-экскурсии для школьников города и края по теме «Древняя история Алтая». Музей посещают до 3000 человек в год. Ежегодно с фондами музея работают более 50 специалистов разных вузов страны. На базе Музея археологии и этнографии Алтая Алтайского государственного университета проходят научные конференции, выставки.

## Выставки и мероприятия
2006 год 

Выставка, приуроченная к 60-летнему юбилею Ю. Ф. Кирюшина

2011 год 

«Монгольский Алтай: люди, природа, исследования»

«Торевтика крупным планом»

«Алтай археологический»

2012 год

«Алтай Средневековый»

2013 год

Мастер-класс «Школа юного археолога»

Фотовыставка «С древностью лицом к лицу»

2014 год

«Алтай и Великий Шелковый путь»
2017 год

«Древнее искусство Сибири»